# Pallavolo Reggio Emilia
Pallavolo Reggio Emilia var en volleybollklubb från Reggio Emilia, Italien. Klubben grundades 1952. Den blev 1964 en del av förening Unione Sportiva La Torre (som organiserade nästan all elitsport i Reggio Emilia, med undantag för fotboll). De var under denna perioden mycket framgångsrika och vann serie A (högsta serien) fyra år i rad (1964/1965-1967/1968). Unione Sportiva La Torre splittrades 1974 upp i de olika sektionerna, varför klubben blev "självständig" igen . 
Som självständig föreningen sponsrades klubben av kemiföretaget Nelsen och kallades därför Nelsen Reggio Emilia. Klubben fortsatte att nå framgångar, de tog sex andraplatser i ligan under sju år och vann italienska cupen fyra gånger. De vann också CEV Cup första gången 1985-1986 (numera omdöpt "CEV Challenge Cup"). Nelson lämnade som sponsor 1987. Klubben vann CEV Cup för andra gången 1988-1989 (med  Braglia Ceramica som sponsor) och för tredje gången 1997-1998 (med  Cermagica som sponsor) samtidigt som klubben flera gånger var med och slogs om ligatiteln. Under de följande åren gick det sämre och klubben hamnade flera gånger på nedflyttningsplats, men undvek nedflyttning (detta kan hända om t.ex. lag som kvalificerat sig självmant väljer att inte gå upp). Till slut åkte dock klubben ur ligan 2004/2005. Under de sista åren fram till att klubben lades ner 2012 spelade klubben i lägre divisioner under namnet Volley Reggio 1952.